# Vanonus musculus
Vanonus musculus är en skalbaggsart som beskrevs av Werner 1990. Vanonus musculus ingår i släktet Vanonus och familjen ögonbaggar. Inga underarter finns listade i Catalogue of Life.